# Macrogomphus parallelogramma
Macrogomphus parallelogramma är en trollsländeart. Macrogomphus parallelogramma ingår i släktet Macrogomphus och familjen flodtrollsländor. IUCN kategoriserar arten globalt som livskraftig.

## Underarter
Arten delas in i följande underarter:
- M. p. albardae
- M. p. parallelogramma